# Georges Franzi
Georges Franzi (Principato di Monaco, 23 giugno 1914 – Principato di Monaco, 13 gennaio 1997) è stato uno scrittore e presbitero monegasco.

## Biografia
Nato nel Principato di Monaco nel 1914, frequentò il seminario dei Padri del Santo Spirito a Allex (Drôme) e concluse il seminario a Nizza.
Nel 1940 venne ordinato sacerdote, servì come sacerdote a  Clans e Rigaud, a Lourdes e a Nizza.
Nel 1964 è ordinato cardinale e nel 1979 canonico della diocesi di Monaco.
Cercò d'incentivare insieme a Louis Notari l'uso del monegasco, divenne vicepresidente della Commission pour la langue Monégasque, dell'Académie des Langues Dialectales e presidente del Comité National des Traditions Monégasque.
Grazie alla sua battaglia nel 1976 il monegasco è diventato obbligatorio nella scuola primaria e nel 1987 materia facoltativa fino all'esame di maturità (in francese: baccalauréat).
Morì nel Principato di Monaco a 83 anni di età.